# Конференция немецких евангелических церквей
Конференция немецких евангелических церквей (Deutsche Evangelische Kirchenkonferenz) — организация, объединявшая в 1852-1921 гг. евангелическо-лютеранские, унионистские и евангелическо-реформатские церкви штатов Германского Союза, Северо-Германского союза и Германской Империи. В 1921 году на её базе был создан Союз немецких евангелических церквей.

## Церкви-члены союза
- Евангелическая церковь Анхальта (Evangelische Landeskirche Anhalts) (Княжество Ангальт)
- Евангелическая церковь Бадена (Evangelische Landeskirche in Baden) (Великое герцогство Баден)
- Евангелическо-лютернанская церковь Баварии (Evangelisch-Lutherische Kirche in Bayern) (Королевство Бавария)
- Евангелическо-лютеранская церковь ольденбургского округа Биркенфельд (Evangelische Landeskirche im oldenburgischen Landesteil Birkenfeld) (Округ Биркенфельд, Великое герцогство Ольденбург)
- Евангелическо-лютеранская церковь Брауншвейга (Evangelisch-lutherische Landeskirche in Braunschweig) (Герцогство Брауншвейг)
- Бременская евангелическая церковь (Bremische Evangelische Kirche) (Вольный ганзейский город Бремен)
- Евангелическая церковь Франкфурта-на-Майне (Evangelische Landeskirche Frankfurt am Main) (Город Франкфурт-на-Майне Округа Висбаден провинции Гессен-Нассау Королевства Пруссия, до 1866 года - Вольный город Франкфурт)
- Евангелическо-лютеранская церковь Гамбурга (Evangelisch-Lutherische Kirche im Hamburgischen Staate) (Вольный ганзейский город Гамбург)
- Евангелическо-лютеранская церковь Ганновера (Evangelisch-Lutherische Landeskirche Hannovers) (Провинция Ганновер Королевства Пруссия, до 1866 года - Королевство Ганновер)
- Евангелическая церковь Гессена (Evangelische Landeskirche in Hessen) (Великое герцогство Гессен)
- Евангелическая церковь Гессен-Касселя (Evangelische Landeskirche in Hessen-Kassel) (Округ Кассель Провинции Гессен-Нассау Королевства Пруссия, до 1866 года - Курфюршество Гессен)
- Церковь Липпе (Lippische Landeskirche) (Княжество Липпе)
- Евангелическо-лютеранская церковь ольденбургского округа Любек (Evangelisch-Lutherische Landeskirche des oldenburgischen Landesteils Lübeck) (Округ Любек Великого герцогства Ольденбург)
- Евангелическо-лютеранская церковь Любека (Evangelisch-Lutherische Kirche im Lübeckischen Staate) (Вольный ганзейский город Любек)
- Евангелическо-лютеранская церковь Мекленбург-Шверина (Evangelisch-lutherische Kirche von Mecklenburg-Schwerin) (Великое герцогство Мекленбург-Шверин)
- Евангелическо-лютеранская церковь Мекленбург-Стрелица (Evangelisch-lutherische Kirche von Mecklenburg-Strelitz) (Великое герцогство Мекленбург-Штрелиц)
- Евангелическая церковь Нассау (Evangelische Landeskirche in Nassau) (Округ Висбаден Провинции Гессен-Нассау Королевства Пруссия, до 1866 года - Герцогство Нассау)
- Евангелическо-лютеранская церковь Ольденбурга (Evangelisch-Lutherische Kirche in Oldenburg) (Великое герцогство Ольденбург)
- Евангелическая церковь Пфальца (Evangelische Kirche der Pfalz) (Округ Пфальц Королевства Бавария)
- Евангелическая церковь Старо-прусской унии (Evangelische Kirche der altpreußischen Union) (Королевство Пруссия)
- Евангелическо-лютеранская церковь Саксонии (Evangelisch-Lutherische Landeskirche Sachsens) (Королевство Саксония)
- Евангелическо-лютеранская церковь Шаумбург-Липпе (Evangelisch-Lutherische Landeskirche Schaumburg-Lippe) (Княжество Шаумбург-Липпе)
- Евангелическо-лютеранская церковь Шлезвиг-Гольштейна (Evangelisch-Lutherische Landeskirche Schleswig-Holstein) (Провинция Шлезвиг-Гольштейн Королевства Пруссия, до 1866 года - Герцогство Шлезвиг и Герцогство Гольштейн)
- Евангелическо-лютеранская церковь Саксен-Веймар-Айзенаха (Evangelisch-Lutherische Kirche des Großherzogtums Sachsen) (Великое герцогство Саксен-Веймар-Айзенах)
- Евангелическо-лютеранская церковь Саксен-Кобурга (Герцогство Саксен-Кобург-Гота)
- Евангелическо-лютеранская церковь Саксен-Готы (Evangelisch-Lutherische Kirche des Herzogtums Sachsen-Gotha) (Герцогство Саксен-Кобург-Гота)
- Евангелическо-лютеранская церковь Саксен-Мейнингена (Evangelisch-Lutherische Kirche des Herzogtums Sachsen-Meiningen) (Герцогство Саксен-Мейнинген)
- Евангелическо-лютеранская церковь Саксен-Альтенбурга (Evangelisch-Lutherische Kirche des Herzogtums Sachsen-Altenburg) (Герцогство Саксен-Альтенбург)
- Евангелическо-лютеранская церковь Ройса младшей линии (Evangelisch-Lutherische Kirche des Fürstentums Reuß jüngere Linie) (Княжество Ройсс-Гера)
- Евангелическо-лютеранская церковь Шварцбург-Рудольштадта (Evangelisch-Lutherische Kirche des Fürstentums Schwarzburg-Rudolstadt) (Княжество Шварцбург-Рудольштадт)
- Евангелическо-лютеранская церковь Шварцбург-Зондерхаузена (Evangelisch-Lutherische Kirche des Fürstentums Schwarzburg-Sondershausen) (Княжество Шварцбург-Зондерхаузен)
- Евангелическо-лютеранская церковь Ройса старшей линии (Evangelisch-lutherische Kirche in Reuß ältere Linie) (Княжество Ройсс-Грейц)
- Евангелическая церковь Вальдека (Evangelische Landeskirche in Waldeck) (Княжество Вальдек-Пирмонт)
- Евангелическая церковь Вюртемберга (Evangelische Landeskirche in Württemberg) (Королевство Вюртемберг)
- Евангелическо-реформатская церковь Провинции Ганновер (Evangelisch-reformierte Landeskirche der Provinz Hannover)
- Евангелическая церковь Аугсбургского и Гельветского исповедания Австрии (Evangelische Kirche A.u.H.B. in Österreich) (Австрийская Империя)

## Руководство
- собственно Конференция немецких евангелических церквей;
- с 1903 года - Комитет немецких евангелических церквей (Deutscher Evangelischer Kirchenausschuss), избирался конференцией, состоял из 15 членов.